# لوناوالا
لوناوالا یا لونه‌والا (به مراتی:लोणावळा) نام شهری کوهپایه‌ای در کشور هندوستان است. این شهر دارای انجمن شهرداری بوده و در ناحیه پونا از ایالت مهاراشترا قرار دارد. لوناوالا در فاصله ۶۴ کیلومتری از شهر پونا، ۹۶ کیلومتری از شهر بمبئی و ۳۴۰ کیلومتری شهر سورات واقع است.
از لحاظ ارتباطی این شهر در مسیر بزرگراه پونا ـ بمبئی و خط آهن پونا ـ بمبئی قرار دارد. جمعیت لوناوالا بر پایه آمار سال ۲۰۰۱ برابر با ۵۵٬۶۵۰ نفر بوده‌است. جمعیت این شهر در سال ۲۰۰۹ در حدود ۱۰۰٬۰۰۰ نفر برآورد شده‌بود. این شهر با آبشاری بزرگ و مناظر طبیعی زیبا و آب و هوایی مناسب از تفرج‌گاه‌های کلان‌شهر بمبئی و شهر پونا به‌شمار آمده و بهترین زمان مسافرت به این شهر برای جهانگردان ماه‌های اکتبر و مه است.
واژه لوناوالا دارای ریشه سانسکریت است و برگرفته از غارهایی است که در نزدیکی این شهر وجود دارند.

## نگارخانه

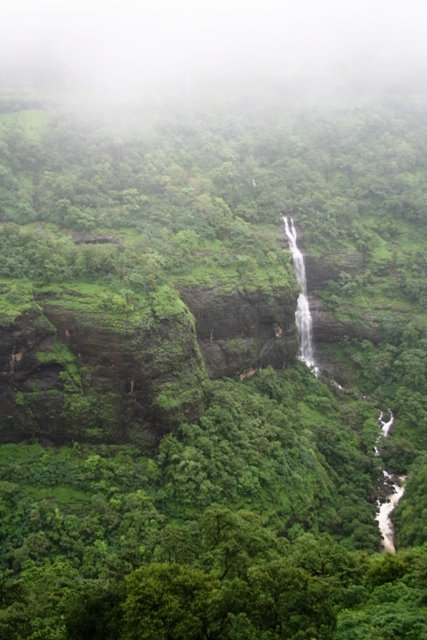
آبشاری در راه لوناوالا .
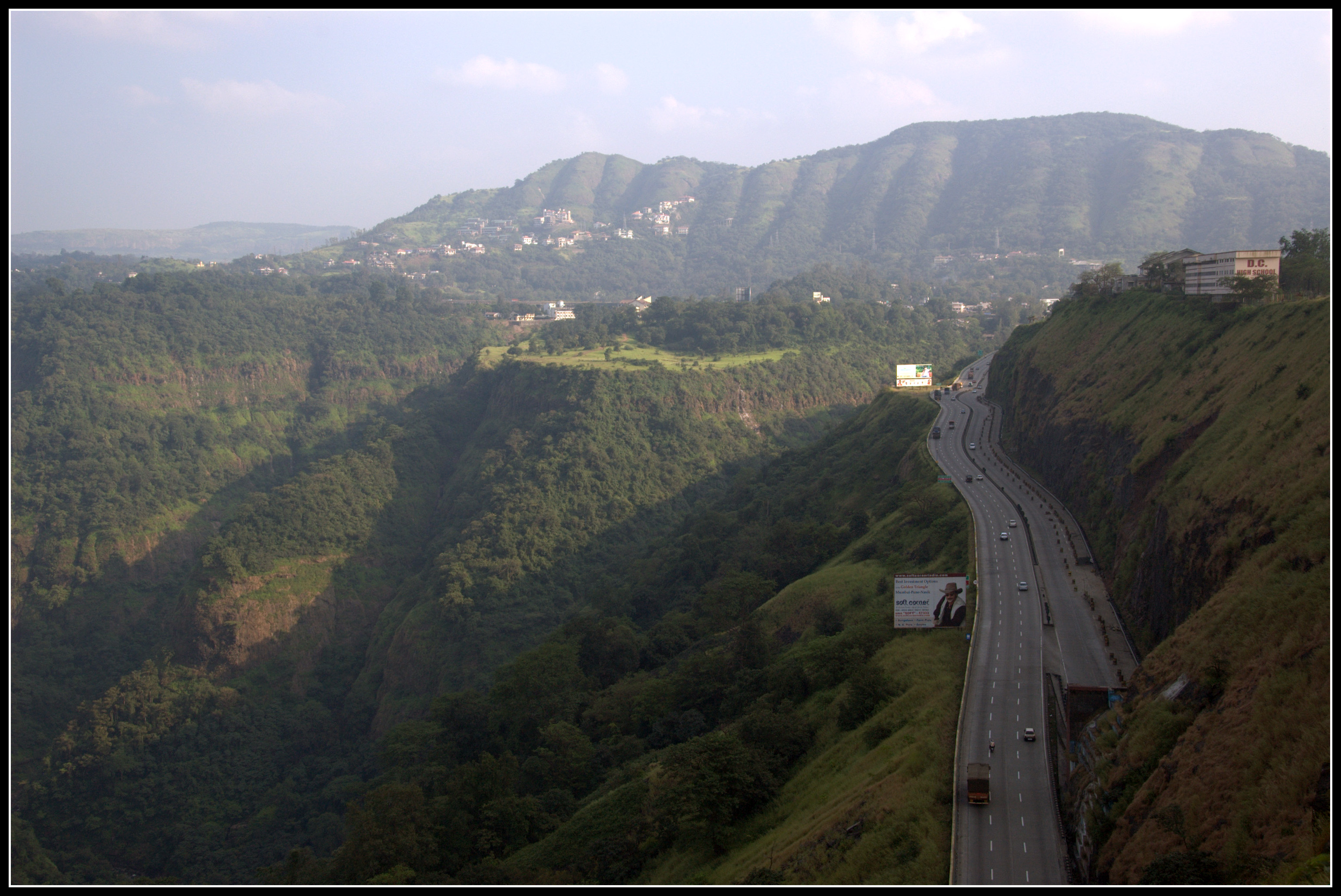
نمایی از قسمت‌های غربی، از راجماچی
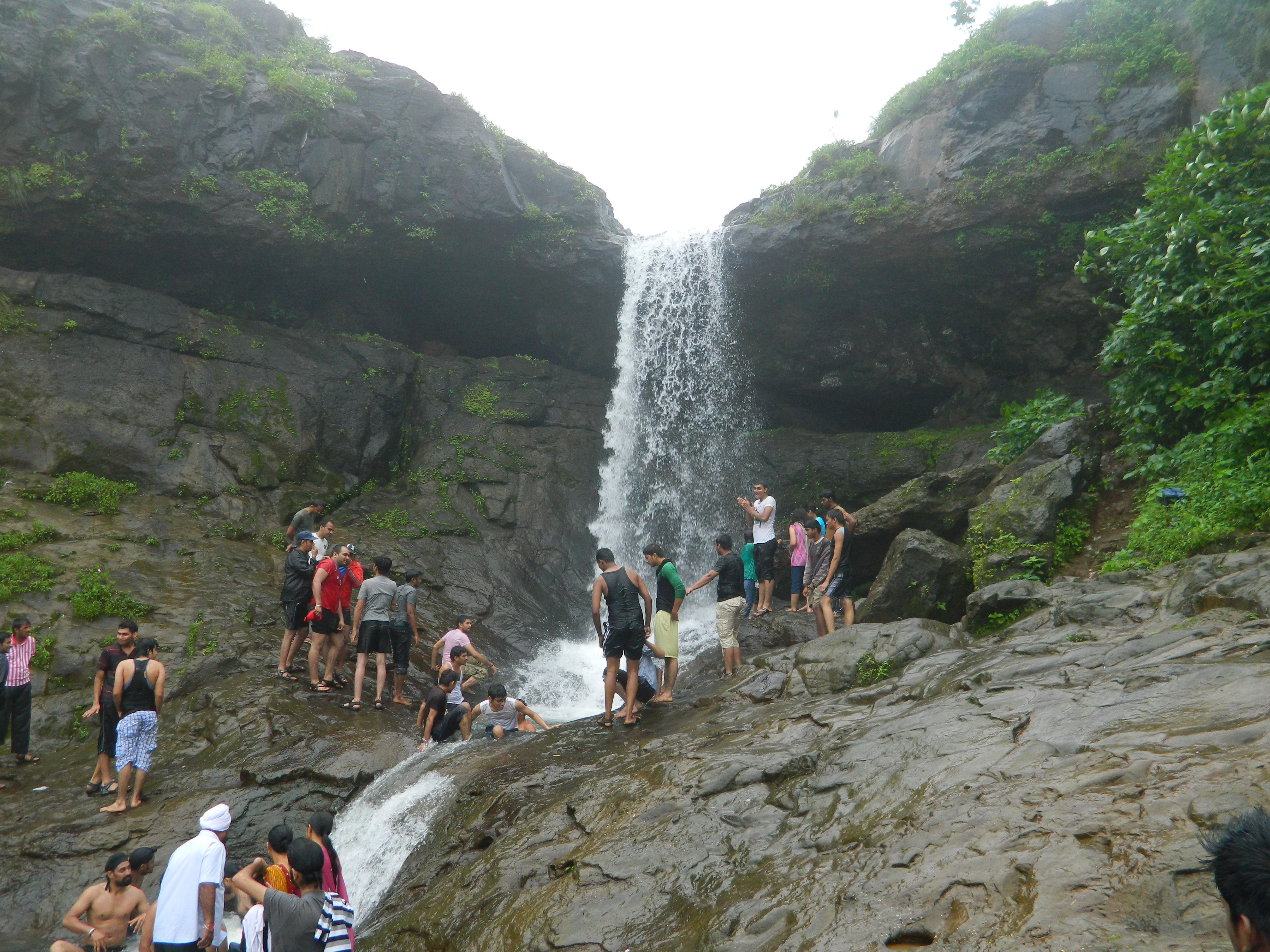
لبه ببر در فصل باران
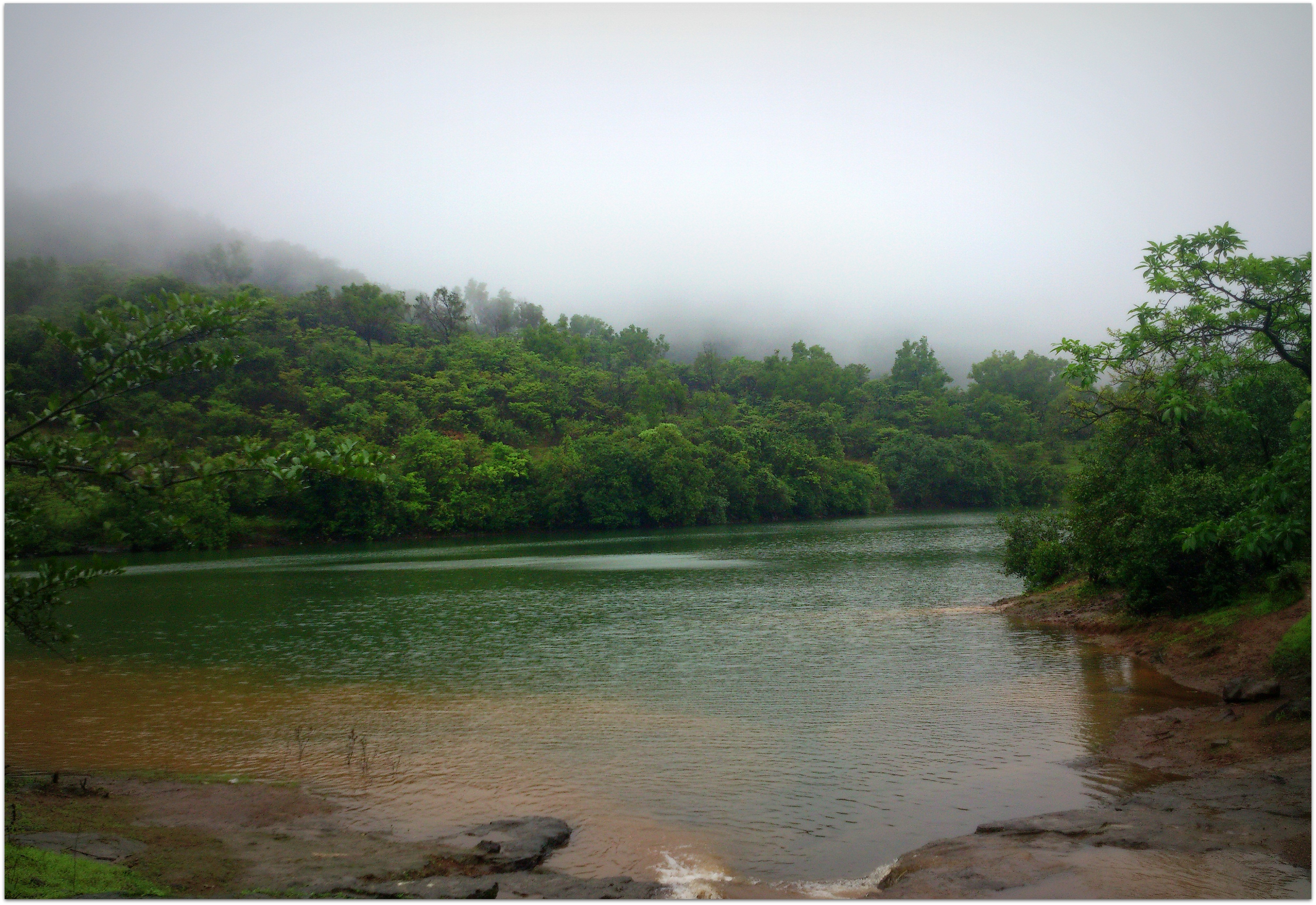
سد بوشی - لوناوالا